# Баркова, Ульяна Спиридоновна
Улья́на Спиридо́новна Барко́ва (3 января 1906 — 11 мая 1991) — бригадир фермы крупного рогатого скота совхоза «Караваево» Костромской области.
Дважды Герой Социалистического Труда (1948, 1951).

## Биография
Ульяна Спиридоновна родилась 21 декабря 1905 (3 января 1906) в деревне Вятчаново Ярославской губернии (ныне Даниловский район Ярославской области).
В 1917—1925 годах работала по найму, с 1925 по 1943 годы — доярка, с 1943 года — бригадир совхоза «Караваево».
В 1935 году окончила курсы ликбеза. Член ВЦСПС (1937—1940). Член КПСС с 1941 года.
С декабря 1961 года — персональный пенсионер.

## Награды
- Дважды Герой Социалистического Труда:
  - 25.08.1948 — за успехи в развитии животноводства,
  - 03.12.1951 — за успехи в развитии животноводства.
- Награждена 4 орденами Ленина (25.08.1948; 12.07.1949;16.10.1950;04.03.1953), орденом Трудового Красного Знамени (01.06.1945) и медалями, а также большой золотой (20.02.1940), малой золотой (30.01.1958), большой серебряной (30.11.1954) и малой серебряной (15.12.1955) медалями ВСХВ СССР[1].

## Память
На площади центральной усадьбы совхоза был установлен бронзовый бюст Героини.

## Интересные факты
В 1937 году Баркова получила надои на 1 фуражную корову 8655 литров, за что была премирована патефоном, костюмом и пальто — стоимостью 2500 рублей.